# DIVOC-12
DIVOC-12 è un film giapponese uscito nel 2021. Si tratta di un film antologico composto da 12 cortometraggi di 12 registi. L'idea è stata lanciata da Sony Pictures Entertainment in modo che i creatori, il personale di produzione e gli attori colpiti dalla pandemia di COVID-19 potessero continuare ad impegnarsi in attività creative. Fa parte delle attività di supporto che utilizzano il fondo "New Coronavirus Sony Global Support Fund". Inoltre, una parte degli incassi del film sarà devoluta al Japan Arts Council per sostenere le attività artistiche e culturali nazionali colpite dal COVID-19.
il titolo DIVOC non è altro che la parola COVID disposta in direzione opposta e vuole evocare l'idea di voler "invertire COVID-19 con 12 creatori". 

Tre dei 12 registi (Kenichiro Hiro, Miyoko Evans e Takuto Kato) sono stati selezionati tramite open call.

## Trama
- Anna:
- Uno senza nome:
- Ryumin:
- Tycoon:
- Coco:
- L'emivita di Yumemi:
- La strega Nina:
- Dead Spirit Corps - Rabbia fai da te:
- Rivista del desiderio: